# Josef Schreiner
Josef Schreiner var en tysk längdåkare som tävlade under 1930-talet.
Schreiner deltog vid VM 1934 i Sollefteå där han var med i det tyska stafettlag som blev silvermedaljörer på 4 x 10 kilometer.